# Vratislav II.
Vratislav II. (okolo 1033 – 14. ledna 1092) byl český kníže od 28. ledna 1061 do dubna 1085 a poté první český král z rodu Přemyslovců. Zároveň byl titulárním polským králem v letech 1085–1092. Jako kníže byl Vratislavem II., jako král Vratislavem I. (Wratislaus Primus Rex).

## Rodina
Vratislav byl druhorozený syn knížete Břetislava I. a Jitky ze Svinibrodu, bratr Spytihněva II., Konráda I. Brněnského, Oty Olomouckého a biskupa Jaromíra. Podle vůle otce zdědil olomoucký úděl, kterému vládl v letech 1055–1056 a poté 1058–1061.
Vratislavovu první manželku neznáme jménem, spekuluje se pouze o jejím německém původu. Známý je ale její příběh. Když se Vratislav dostal do sporu se svým bratrem Spytihněvem II., rozhodl se opustit Olomouc, kde sídlil. Útočiště hledal u uherského krále Ondřeje I. Svou první ženu, šlechtičnu, která byla v už pokročilém stupni těhotenství, raději nechal v Olomouci. Spytihněv tuto ženu ale uvěznil a ta nakonec zemřela při předčasném porodu, když po propuštění odjížděla za manželem do Uher.
Podruhé se tedy Vratislav oženil s Ondřejovou dcerou Adlétou, uherskou princeznou z rodu Arpádovců, zřejmě v roce 1057. Vratislav tak získal silného spojence a Spytihněv II. mu v roce 1058 vrátil olomoucký úděl.
Když se Vratislav stal po smrti staršího bratra Spytihněva v roce 1061 knížetem, Adléta se z titulu kněžny dlouho neradovala a zemřela už počátkem příštího roku. Asi rok po smrti Adléty se Vratislav oženil potřetí, se Svatavou Polskou. Potvrdil tak přátelství s polským knížetem Boleslavem II. Smělým (se kterým ale později bojoval o česko-polské hranice).

## Zahraniční politika
Vratislav II. byl především významným spojencem císaře Jindřicha IV. při konfliktech s Poláky, Míšní a Jindřichovým protikrálem Rudolfem Švábským, podnikal také vpády do Rakous.
Rok poté, co polský kníže Boleslav II. obsadil Kyjev a byl povzbuzen tímto úspěchem, zaútočil roku 1070 na Čechy (pokoušel se změnit hranice). Vratislav byl ovšem úspěšnější. Jindřich IV. obě knížata nabádal k urovnání sporu a pohrozil, že zaútočí na toho z nich, kdo příště poruší mír. Přísahu porušil Boleslav. 19. května 1073 Jindřich vyhlásil výpravu proti Polsku, která ale kvůli vnitřním problémům neproběhla. Polský stát začal v tomto období sílit a Jindřich Vratislava potřeboval k obraně proti jeho vládcům. Rovněž roku 1073 nový papež Řehoř VII. potvrdil svým listem používání mitry českému knížeti za poplatek 100 hřiven stříbra, tak jak to bylo zavedeno za Vratislavova předchůdce (a staršího bratra) Spytihněva.
Německý král i papež očividně chtěli Vratislava získat na svoji stranu do pozdějšího boje o investituru, tedy zda má světský panovník právo volit a uvádět do funkce církevní hodnostáře. Polsko a Uhry stály při papežovi, zatímco Vratislav zůstal věrný Jindřichovi.
Spojenectvím s Jindřichem Vratislav přinesl svému panství územní zisky – od Jindřicha získal, i když jen dočasně, tituly markraběte saského východní marky (Lužice) a Míšeňska. V roce 1081 se ale změnila dohoda. Míšeňsko a Lužici věnoval Jindřich původním rodům, náhradou mu udělil titul markraběte bavorské východní marky - Rakousko. Jednalo se ale především o politický tah, jelikož v Rakousku vládli Babenberkové.

## Královská koruna

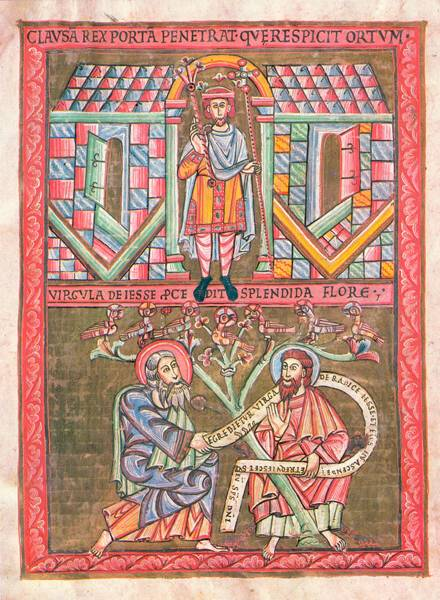
Pravděpodobně Vratislav II. jako král (Vyšehradský kodex)

V dubnu 1085 se konal dvorský sjezd v Mohuči, který se významně zapsal do českých dějin. Vratislav II. obdržel od císaře Jindřicha IV. za své věrné služby královskou korunu (ovšem jen nedědičnou – pro svoji osobu), byl zbaven povinných poplatků a povinován účastí českých vládců s družinou na korunovačních cestách německých panovníků do Říma. Postupně se tak uvolňovaly vazby českých a německých panovníků.
15. června 1086 na Pražském hradě trevírský arcibiskup Egilbert z Ortenburgu Vratislava korunoval králem, při této příležitosti je uváděn u Vratislava i titul krále polského.
| „                 | Mezitím Egilbert, arcibiskup trevírský, jsa poslušen císařova rozkazu, přijel do hlavního sídla Prahy a dne 15. června při slavné mši svaté pomazal Vratislava, oděného královskými odznaky, na krále a vložil korunu na hlavu jeho i na hlavu jeho manželky Svatavy, oblečené v královské roucho. | “ |
| — Kosmova kronika | |   |

U příležitosti korunovace vznikl Kodex vyšehradský.

## Vnitropolitický vývoj

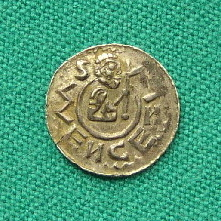
Vratislavův denár – líc

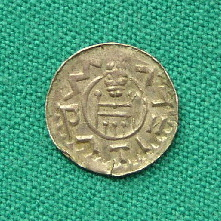
Vratislavův denár – rub

Po nástupu na knížecí stolec obnovil moravské úděly, které vrátil bratrům Konrádovi a Otovi. Nejmladší Jaromír byl předurčen pro duchovní dráhu, předpokládalo se, že se stane pražským biskupem, což znamenalo velmi prestižní a vlivný post. Mezi knížetem a Jaromírem vzniklo nepřátelství.
Aby Vratislav II. omezil vliv pražského biskupství, rozdělil roku 1063 českou diecézi na dvě části – v Olomouci bylo zřízeno biskupství pro Moravu, podléhající arcibiskupství v Mohuči. Následujícího roku také povolal z Uher zpět do Sázavského kláštera vyhnané mnichy, ovšem obnovení slovanské liturgie papež nepovolil. Papež Řehoř VII. odmítl žádost knížete Vratislava z roku 1080, který žádal povolení liturgie slovanské: „Quia nobilitas tua postulavit, quo secundum Slavonicam linguam apud Vos divinum annueremus celebrari officium, scias nos huic petitioni tuae nequaquam posse favare – Ježto Vznešenosti tvá žádal, abychom dovolili jazykem slovanským u Vás sloužiti služby Boží, věz, že této žádosti Tvé nijak nemůžeme vyhověti“.

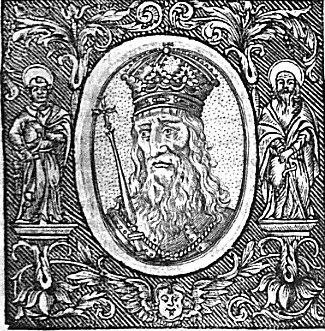
Vratislav II. – barokní představa

Po smrti pražského biskupa Šebíře se konflikt vyostřil a dokonce hrozilo, že přeroste v ozbrojený konflikt. Jaromírovu kandidaturu totiž podpořila obě moravská údělná knížata. Vratislav odpověděl tím, že založil vyšehradskou kapitulu, která byla podřízena přímo Římu. Nepřátelství mezi Vratislavem a Jaromírem pokračovalo a postupně do něj vstoupili další dva činitelé – Svatá říše římská a Řím.
Jaromír se snažil v knížectví o obnovení jediné diecéze. Spory dočasně utichly roku 1077, když se Jaromír stal kancléřem císaře Jindřicha IV. Roku 1085 císař také nařídil, aby pražské biskupství zahrnovalo i Moravu. Koncem 80. let 11. století Vratislav rozhodl o obnovení olomouckého biskupství. Jaromír odjel protestovat do Říma, ovšem cestou zemřel (1090).

## Poslední léta života
Poslední léta Vratislavovy vlády přinesla konflikty v přemyslovském rodě. Po smrti Oty Olomouckého (1086) svěřil král olomoucký úděl svému synovi Boleslavovi. Práva Otových potomků naopak bránil Konrád I. Brněnský. Vratislav vpadl na Moravu (1091) a obléhal Brno, během obléhání ale došlo ke vzpouře v královském vojsku, kterou vedl Vratislavův syn Břetislav. Komplikovaná situace přiměla krále, aby podle stařešinského řádu určil za svého nástupce Konráda Brněnského a oba bratři se smířili. Břetislav raději prchl do Uher.
V polovině ledna 1092 král Vratislav II. zemřel na zranění po pádu z koně. Byl pohřben ve vyšehradském klášteře, jeho hrob se ovšem dosud nepodařilo najít. Jeho třicetiletá vláda byla ve znamení růstu prestiže a moci českého státu, což se však zanedlouho změnilo.

## Potomci
Poslechnout si článek · info
Vratislavova první manželka zemřela při předčasném porodu. Jeho druhou manželkou se asi roku 1057 stala Adléta Uherská (kolem 1040–1062), se kterou měl čtyři děti:
- Břetislav II. († 1100), český kníže

∞ 1094 Lukarta z Bogenu
- Vratislav († 1062)
- Judita Přemyslovna (1056/62–1086), polská kněžna

∞ 1080 Vladislav I. Heřman
- Ludmila († po 1100)

Asi rok po smrti Adléty, v roce 1062, se Vratislav oženil potřetí. Jeho manželkou se stala Svatava Polská (1046/1048 - 1126), se kterou měl pět dětí:
- Boleslav († 1091) , olomoucký údělník
- Bořivoj II. (asi 1064–1124), český kníže

∞ 1100 Helbirga Babenberská
- Vladislav I. († 1125), český kníže

∞ 1111? Richenza z Bergu
- Judita Grojčská (1066? - 1108)

∞ 1086 Wiprecht Grojčský
- Soběslav I. (†1140), český kníže

∞ 1123 Adleyta Arpádovna

## Rodokmen
| Oldřich zm. 9. listopadu 1034 | Oldřich zm. 9. listopadu 1034 |                                 |                                 | Božena? zm. po 1052 | Božena? zm. po 1052 |  |  | Jindřich Nordgavský zm. 18. září 1017 | Jindřich Nordgavský zm. 18. září 1017 |                                 |                                 | Gerberga (z Grabfeldu)? zm. po 1036 | Gerberga (z Grabfeldu)? zm. po 1036 |
|                               |                               |                                 |                                 |                     |                     |  |  |                                       |                                       |                                 |                                 |                                     |                                     |
|                               |                               |                                 |                                 |                     |                     |  |  |                                       |                                       |                                 |                                 |                                     |                                     |
|                               |                               | Břetislav I. zm. 10. ledna 1055 | Břetislav I. zm. 10. ledna 1055 |                     |                     |  |  |                                       |                                       | Jitka ze Svinibrodu zm. po 1052 | Jitka ze Svinibrodu zm. po 1052 |                                     |                                     |
|                               |                               |                                 |                                 |                     |                     |  |  |                                       |                                       |                                 |                                 |                                     |                                     |
|                               |                               |                                 |                                 |                     |                     |  |  |                                       |                                       |                                 |                                 |                                     |                                     |
|                               |                               |                                 |                                 |                     |                     |  |  |                                       |                                       |                                 |                                 |                                     |                                     |

| 1 neznámá manželka     | 1 neznámá manželka     | 2 Adléta Uherská nar. asi 1040 zm. 27. leden 1062 OO asi 1057 | 2 Adléta Uherská nar. asi 1040 zm. 27. leden 1062 OO asi 1057 | Vratislav II. zm. 14. ledna 1092 | Vratislav II. zm. 14. ledna 1092 | 3 Svatava Polská nar. asi 1046–1048 zm. 1. září 1126 OO 1062 | 3 Svatava Polská nar. asi 1046–1048 zm. 1. září 1126 OO 1062 |                                 |                                 |  |  |  |  |
|                        |                        |                                                               |                                                               |                                  |                                  |                                                              |                                                              |                                 |                                 |  |  |  |  |
|                        | 2                      |                                                               | 2                                                             |                                  | 2                                |                                                              | 2                                                            |                                 |                                 |  |  |  |  |
| Břetislav II. zm. 1100 | Břetislav II. zm. 1100 | Vratislav zm. 1061                                            | Vratislav zm. 1061                                            | Judita Přemyslovna zm. 1086      | Judita Přemyslovna zm. 1086      | Ludmila zm. po 1100                                          | Ludmila zm. po 1100                                          |                                 |                                 |  |  |  |  |
|                        | 3                      |                                                               | 3                                                             |                                  | 3                                |                                                              | 3                                                            |                                 | 3                               |  |  |  |  |
| Boleslav zm. 1091      | Boleslav zm. 1091      | Bořivoj II. nar. 1064? zm. 1124                               | Bořivoj II. nar. 1064? zm. 1124                               | Vladislav I. zm. 1125            | Vladislav I. zm. 1125            | Judita Grojčská nar. 1066? zm. 1108                          | Judita Grojčská nar. 1066? zm. 1108                          | Soběslav I. nar. 1075? zm. 1140 | Soběslav I. nar. 1075? zm. 1140 |  |  |  |  |